# Днепровский государственный технический университет
Днепровский государственный технический университет (укр. Дніпровський державний технічний університет) — высшее учебное заведение расположенное в городе Каменское. Основано в 1920 году.

## История
25 апреля 1920 года по решению Екатеринославского губернского отдела профессионального образования в городе Каменское, где был расположен один из наиболее крупных металлургических заводов юга страны, был открыт Каменской политехникум — прародитель современного Днепровского государственного технического университета. Днепровский государственный технический университет прошёл большой путь своего становления, развития и расцвета. Политехникум в 1920 г., через год — рабочий техникум с правом выпуска инженеров узкой специальности.
Согласно постановлению Высшего Совета Народного хозяйства СССР от 24 мая 1930 г. — вечерний металлургический институт. Каменский вечерний металлургический институт имени Арсеничева в начале 30-х годов стал своеобразным учебным комбинатом общесоюзного значения, в котором готовились высококвалифицированные инженерно-технические кадры для металлургической промышленности как Украины, так и всего Союза.
Великая Отечественная война прервала мирную работу университета. Ценнейшее оборудование было вывезено в Магнитогорск и другие города Урала, много преподавателей и сотрудников университета стали на защиту Родины. Убыток, нанесённый институту, был очень значительным. После освобождения города началась большая работа по обновлению и возрождению института. Постепенно металлургический институт восстановил и продолжил свою плодотворную деятельность.
В 1960 г. был реорганизован в завод-втуз и Днепродзержинский вечерний металлургический институт им. М. И. Арсеничева. В системе завода-втуза нашли своё отображение изменения, которые произошли в промышленном развитии Днепродзержинска. В частности, развитие химических предприятий обусловил прием по специальностям: химическая технология твердого топлива, автоматизация и комплексная механизация предприятий химической промышленности. В дальнейшем специализация подготовки инженеров по системе завода-втуза изменялась, но металлургический профиль продолжал преобладать.
Дальнейшее развитие вуза вызвало необходимость нового строительства. В 1967 г. возведён новый учебно-лабораторный корпус (№ 3), а в 1968 г. — сдано в эксплуатацию студенческое общежитие.
Появились новые специальности: металлургия и технология сварочного производства, технология неорганических веществ и химических удобрений; электропривод и автоматизация производственных процессов; технология машиностроения, металлорежущие станки и инструменты и другие.
В мае 1967 года Днепродзержинский институт завод-втуз был реорганизован в индустриальный институт им. М. И. Арсеничева. На пяти его факультетах — металлургическом, технологическом, химико-технологическом, вечернем и общетехническом училось около 5 тысяч студентов. Подготовка инженерных кадров в институте велась по четырём направлениям: металлургия, химия, машиностроение и энергетика.
Период 60-х- первой половины 80-х годов характеризовался ростом материально-технической базы института, появлением новых направлений в подготовке специалистов и научных исследованиях. Главная линия развития института оказалось в росте его, как высшего учебного заведения и научного центра.
В 70-е годы институт вошёл, возглавляемый новым руководством. Ректором института стал Логинов Владимир Иванович. За почти 25 лет его работы в должности ректора, с 1963 по 1988 гг. ВУЗ вырос почти втрое: были построены новые современные учебные корпуса № 3, № 5, № 6, № 7. А. П. Огурцов отмечал, что «то, что у нас в городе (на Днепрострое) есть комплекс зданий (основная часть университета)» — это «благодаря нашему выпускнику Игнатию Трофимовичу Новикову (председателю Госстроя СССР), правда я думаю и уверен, что с молчаливого согласия Леонида Ильича [Брежнева]».
ВУЗ из небольшого регионального завода-втуза превратился в большой современный индустриальный институт республиканского и союзного значения.
В 70-е годы Днепродзержинский ордена Трудового Красного Знамени индустриальный институт им. М. И. Арсеничева в своем составе имел уже шесть факультетов: металлургический, химико-технологический, вечерний, общетехнический.
Учебно-воспитательную и научную работу в вузе осуществляли 30 кафедр, на которых работали 4 доктора наук, профессора; 110 кандидатов наук, доцентов; более 140 преподавателей без ученых степеней.
В 1968 г. В. И. Логиновым был основан большой музей истории вуза.
В начале 80-х годов был отстроен и введен в действие учебно-аудиторный корпус № 6.
В 1988 г. ректором университета стал А. П. Огурцов. При нём кол-во докторов наук в вузе возросло с 18 человек в 1989 году до 40 человек в 2003 году.
27 октября 1993 г. Коллегия министерства образования Украины постановлением предоставила Днепродзержинскому индустриальному институту статус Государственного технического университета. Вуз начал открывать новые гуманитарные и технические специальности: прикладную математику, правоведение (промышленное право), машины и аппараты пищевых производств, металлургия и химия редких и рассеянных металлов и т. п. В сентябре 1994 г. создан экономический факультет.
В институте работали металлург, с течением времени академик, вице-президент АН СССР И. П. Бардин, профессор И. О. Андреев (сталеплавильщик), доцент Б. А. Бриллиантов (доменщик), доцент Б. М. Полетаев (теплотехник), профессор, заведующий кафедрой Э. Ф. Цуканов (энергетик), заведующий кафедрой математики П. И. Рубанов.

## Факультеты
В составе университета функционирует 9 факультетов:
- Металлургический факультет
- Факультет экономики, менеджмента, социологии и филологии
- Факультет электроники и компьютерной техники
- Механический факультет
- Энергетический факультет

## Хронология
- 1920 — первоначальное название — Каменской политехникум
- 1921 — реорганизация в Каменской рабочий техникум
- 1930 — реорганизация в вечерний металлургический институт
- 1960 — реорганизация в Днепродзержинский металлургический завод-втуз
- 1967 — реорганизация в Днепродзержинский индустриальный институт им. М. И. Арсеничева
- 1994 — реорганизация в Днепродзержинский государственный технический университет
- 2016 — переименование в Днепровский государственный технический университет[2][3]

## Ректоры
- Логинов, Владимир Иванович — ректор вуза с 1963 по 1989 годы.
- 1988-2003: Огурцов, Анатолий Павлович
- 2003-2008: Игорь Александрович Павлюченков[4]
- 2008-н.в.: Александр Николаевич Коробочка